# Vranduk (Zenica, BiH)
Stari grad Vranduk je malo mjesto koje se nalazi oko 10 km od centra Zenice u središnjoj Bosni. Smješten je na lijevoj strani doline rijeke Bosne. Na ovom mjestu je rijeka Bosna najuža i ima izgled klanca.

## Povijest
Ime Vranduk se prvi put spominje 1410. Ovo područje je uvijek bilo od geostrateškog značaja. Uloga Vranduka je bila da kontrolira promet iz pravca Panonske nizine (Hrvatsko-Ugarskog Kraljevstva i habsburških nasljednih zemalja) preko rijeke Bosne, pa do Jadrana. 
Vranduk je samo jedan od mnogih srednjovjekovnih gradova u Bosni, koji se nalaze u ovom području koji je predstavljao područje s vrlo bogatim političkim, ekonomskim i kulturnim životom. Stari grad se sastoji od citadele s glavnim tornjem i ostacima zidina, koje su opasavale središte srednjovjekovnog grada. 
Nakon pada pod Turke, blizu tornja je sagrađena džamija sultana Mehmeda Fatiha. Prema nekim podatcima, ona je sagrađena na ostatcima srednjovjekovne crkve. Danas postoji i tunel, sagrađen u Drugom svjetskom ratu koji se nalazi ispod Vranduka.

## Zemljopis
Vranduk se nalazi u Zeničko-dobojskoj županiji.

## Stanovništvo

### Nacionalni sastav, 1991.
ukupno: 625
- Muslimani – 617 (98,72 %)
- Jugoslaveni – 1 (0,16 %)
- ostali, neopredijeljeni i nepoznato – 7 (1,12 %)